# Estilo Vancouver
El Estilo o Normas de Vancouver es un conjunto de reglas para la publicación de manuscritos en el ámbito de las Ciencias de la Salud. También es conocido por el mismo nombre el subconjunto de esas normas referido a la forma de realizar referencias bibliográficas.

## Historia
El sistema de Vancouver toma su nombre de una reunión celebrada en Vancouver (Canadá) en 1978, que llevó a la creación del Comité Internacional de Editores de Revistas Médicas (ICMJE). Este fue desarrollado por la Biblioteca Nacional de Medicina de los EE. UU., cuya versión "debe ser considerado como estilo autoritario", según la Asociación Médica Británica (BMA). Se han publicado varias versiones de los requisitos de uniformidad, la última actualización es de diciembre de 2018.

## Uso
Las referencias bibliográficas se enumeran consecutivamente en el orden de aparición en el texto. Y se identifican mediante números arábigos entre paréntesis (1), corchetes [1], superíndice 1, o una combinación de corchetes más superíndice [1].
Hay 41 formatos de citas diferentes para diversos tipos de fuentes bibliográficas (libros, artículos de revistas, etc)

### Artículos de revistas
Estructura general: Autor/es. Título del artículo. Abreviatura internacional de la revista. año; volumen (número): página inicial-final del artículo.
Si los autores fueran más de seis, se mencionan los seis primeros seguidos de la abreviatura et al.
(1) Artículo estándar
Ejemplo: Medrano MJ, Cerrato E, Boix R, Delgado-Rodríguez M. Factores de riesgo cardiovascular en la población española: metaanálisis de estudios transversales. Med Clin (Barc). 2005; 124(16): 606-12.
Ejemplo: Sosa Henríquez M, Filgueira Rubio J, López-Harce Cid JA, Díaz Curiel M, Lozano Tonkin C, del Castillo Rueda A et al. ¿Qué opinan los internistas españoles de la osteoporosis?. Rev Clin Esp. 2005; 205(8): 379-82.
(2) Organización o equipo como autor
Grupo de Trabajo de la SEPAR. Normativa sobre el manejo de la hemoptisis amenazante. Arch Bronconeumol 1997; 33: 31-40.
(3) Autoría compartida entre autores y un equipo
Jiménez Hernández MD, Torrecillas Narváez MD, Friera Acebal G.  Grupo Andaluz para el Estudio de Gabapentina y Profilaxis Migrañosa. Eficacia y seguridad de la gabapentina en el tratamiento preventivo de la migraña. Rev Neurol. 2002; 35: 603-6.
(4) No se indica autor
21st century heart solution may have a sting in the tail. BMJ. 2002; 325(7357): 184.
(5) Artículo en otro idioma distinto del inglés
Nota: Los artículos deben escribirse en su idioma original si la grafía es latina. 
Sartori CA, Dal Pozzo A, Balduino M, Franzato B. Exérèse laparoscopique de l´angle colique gauche. J Chir (Paris). 2004; 141: 94-105.
(6) Suplemento de un volumen
Plaza Moral V, Álvarez Gutiérrez FJ, Casan Clará P, Cobos Barroso N, López Viña A, Llauger Rosselló MA et al. Comité Ejecutivo de la GEMA. Guía Española para el Manejo del Asma (GEMA). Arch Bronconeumol. 2003; 39 Supl 5: 1-42.
(7) Suplemento de un número
Glauser TA. Integrating clinical trial data into clinical practice. Neurology. 2002; 58 (12 Suppl 7): S6-12.
(8) Parte de un volumen
Abend SM, Kulish N. The psychoanalytic method from an epistemological viewpoint. Int J Psychoanal. 2002; 83(Pt 2): 491-5.
(9) Parte de un número
Ahrar K, Madoff DC, Gupta S, Wallace MJ, Price RE, Wright KC. Development of a large animal model for lung tumors. J Vasc Interv Radiol. 2002; 13(9 Pt 1): 923-8.
(10) Número sin volumen
Fleta Zaragozano J, Lario Elboj A, García Soler S, Fleta Asín B, Bueno Lozano M, Ventura Faci P et al. Estreñimiento en la infancia: pauta de actuación. Enferm Cient. 2004; (262-263): 28-33.
(11) Sin número ni volumen
Outreach: bringing HIV-positive individuals into care. HRSA Careaction. 2002 Jun:1-6.
(12) Paginación en número romanos
Chadwick R, Schuklenk U. The politics of ethical consensus finding. Bioethics. 2002; 16(2): III-V.
(13) Indicación del tipo de artículo según corresponda (editorial, carta, resumen)
Castillo Garzón MJ. Comunicación: medicina del pasado, del presente y del futuro [editorial]. Rev Clin Esp. 2004;204(4):181-4.
Rivas Otero B de, Solano Cebrián MC, López Cubero L. Fiebre de origen desconocido y disección aórtica [carta]. Rev Clin Esp. 2003;203;507-8.
Vázquez Rey L, Rodríguez Trigo G, Rodríguez Valcárcel ML, Verea Hernando H. Estudio funcional respiratorio en pacientes candidatos a trasplante hepático [resumen]. Arch Bronconeumol. 2003; 39 supl. 2:29-30
(14) Artículo que contiene una retractación
Retraction of "Biotransformation of drugs by microbial cultures for predicting mammalian drug metabolism". Biotechnol Adv. 2004 ;22(8):619. Retractación de: Srisilam K, Veeresham C. Biotechnol Adv. 2003 Mar;21(1):3-39.
(15) Artículo objeto de retractación
Srisilam K, Veeresham C. Biotransformation of drugs by microbial cultures for predicting mammalian drug metabolism Biotechnol Adv. 2003 Mar;21(1):3-39. Rectractación en: Moo-Young M. Biotechnol Adv. 2004 ;22(8):617.
(16) Artículo reeditado con correcciones
Mansharamani M, Chilton BS. The reproductive importance of P-type ATPases. Mol Cell Endocrinol. 2002; 188(1-2): 22-5. Corregido y vuelto a publicar en: Mol Cell Endocrinol. 2001; 183(1-2): 123-6.
(17) Artículo sobre el que se ha publicado una fe de erratas
Malinowski JM, Bolesta S. Rosiglitazone in the treatment of type 2 diabetes mellitus: a critical review. Clin Ther 2000; 22(10): 1151-68; discusión 1149-50. Fe de erratas en: Clin Ther. 2001; 23(2): 309.
(18) Artículo publicado electrónicamente antes que en versión impresa
Sait KH, Ashour A, Rajabi M. Pregnancy outcome in non-gynecologic cancer. Arch Gynecol Obstet. 2004 Jun 2 [Epub ahead of print].
Sait KH, Ashour A, Rajabi M. Pregnancy outcome in non-gynecologic cancer. Arch Gynecol Obstet. 2005 Apr; 271(4): 346-9. Epub 2004 Jun 2.

### Libros y otras monografías
Estructura general:  Autor/es.Título del libro. Edición. Lugar de publicación: Editorial; año.
La primera edición no es necesario consignarla. La edición siempre se pone en números arábigos y abreviatura: 2ª ed. Si la obra estuviera compuesta por más de un volumen, debemos citarlo a continuación del título del libro: Vol. 3.
(19) Autores individuales
Jiménez Murillo L, Montero Pérez FJ. Compendio de Medicina de Urgencias: guía terapéutica. 2ª ed. Madrid: Elsevier; 2005.
(20) Director(es), compilador(es) como autor
Espinás Boquet J. coordinador. Guía de actuación en Atención Primaria. 2ª ed. Barcelona: Sociedad Española de Medicina; 2002.
Teresa E de, editor. Cardiología en Atención Primaria. Madrid: Biblioteca Aula Médica; 2003.
(21) Autor(es) y editor(es)
Breedlove GK, Schorfheide AM. Adolescent pregnancy. 2.ª ed. Wieczorek RR, editor. White Plains (NY): March of Dimes Education Services; 2001.
(22) Organización como autor
Comunidad de Madrid. Plan de Salud Mental de la Comunidad de Madrid 2003-2008. Madrid: Comunidad de Madrid, Consejería de Sanidad; 2002.
(23) Capítulo de libro
Autor/es del capítulo. Título del capítulo. En*: Director/Coordinador/Editor del libro. Título del libro. Edición. Lugar de publicación: Editorial; año. página inicial-final del capítulo.
Mehta SJ. Dolor abdominal. En: Friedman HH, coordinador. Manual de Diagnóstico Médico. 5.ª ed. Barcelona: Masson; 2004. p.183-90.
(24) Actas de congresos
Segundo Congreso Nacional de la Asociación Española de Vacunología. Las Palmas de Gran Canaria; 13-15 de noviembre de 2003. Madrid: Asociación Española de Vacunología; 2003.
(25) Comunicación presentada a un congreso
Autor/es de la Comunicación/Ponencia. Título de la Comunicación/Ponencia. En: Título oficial del Congreso. Lugar de Publicación: Editorial; año. página inicial-final de la comunicación/ponencia.
Castro Beiras A, Escudero Pereira J. El Área del Corazón del Complexo Hospitalario Universitario de La Coruña (CHUAC). En: Libro de Ponencias: V Jornadas de Gestión y Evaluación de Costes Sanitarios. Bilbao; Ministerio de Sanidad y Consumo, Gobierno Vasco;  2000.p. 12-22.
(26) Informe científico o técnico
Autor/es. Título del informe. Lugar de publicación: Organismos/Agencia editora; año. Número o serie identificativa del informe.
Organización Mundial de la Salud. Factores de riesgo de enfermedades cardiovasculares: nuevas esferas de investigación. Informe de un Grupo Científico de la OMS. Ginebra: OMS; 1994. Serie de Informes Técnicos: 841.
(27) Tesis doctoral
Autor. Título de la tesis [tesis doctoral]. Lugar de publicación: Editorial; año.
Muñiz García J. Estudio transversal de los factores de riesgo cardiovascular en población infantil del medio rural gallego [tesis doctoral]. Santiago: Servicio de Publicaciones e Intercambio Científico, Universidad de Santiago; 1996.
(28) Patente
Joshi RK, Strebel HP, inventores; Fumapharm AG, titular. Utilización de derivados de ácido fumárico en la medicina de trasplante. Patente Europea. ES 2195609T3. BOPI 1-12-2003.

### Otros trabajos publicados
(29) Artículo de periódico
Autor del artículo. Título del artículo. Nombre del periódico. Día mes año; Sección: página (columna).
Carrasco D. Avalado el plazo de cinco años para destruir parte de la HC. Diario Médico. Viernes 23 de julio de 2004; Normativa: 8.
Espiño I. ¿Le va mejor al paciente que participa en un ensayo clínico?. El Mundo sábado 31 de enero de 2004. Salud: S6 (Oncología).
(30) Material audiovisual
Autor/es. Título de la videocinta [videocinta]. Lugar de edición: Editorial; año.
Aplicable a todos los soportes audiovisuales.
Borrel F. La entrevista clínica. Escuchar y preguntar. [video] Barcelona: Doyma; 1997.
(31) Documentos legales (leyes, decretos, órdenes, etc)
Título de la ley/decreto/orden... (Nombre del Boletín Oficial, número, fecha de publicación)
Estatuto Marco del personal estatutario de los servicios de salud. Ley 55/2003 de 16 de diciembre. Boletín Oficial del Estado, n.º 301, (17-12-2003).
Proyecto de Ley. Ordenación de las profesiones sanitarias. Boletín Oficial de las Cortes Generales. Congreso de los Diputados, (23 de mayo de 2003).
(32) Mapa
Nombre del mapa [tipo de mapa]. Lugar de publicación: Editorial; año.
Sada 21-IV (1 a 8) [mapa topográfico]. Madrid: Ministerio de Obras Públicas y Urbanismo, Dirección General del Instituto Geográfico Nacional; 1991.
(33) Diccionarios y obras de consulta
Dorland Diccionario Enciclopédico Ilustrado de Medicina. 28ª ed. Madrid: McGraw-Hill, Interamericana; 1999. Afasia; p. 51.

### Material no publicado
La NLM prefiere "de próxima aparición" (en inglés: forthcoming) porque no todos los temas serán publicados.
(34) En prensa
Leshner AI. Molecular mechanisms of cocaine addiction. N Engl J Med. En prensa 1997.

### Material electrónico
(35) CD-ROM
Autor/es. Título [CD-ROM]. Edición. Lugar: Editorial; año.
Best CH. Bases fisiológicas de la práctica médica [CD-ROM].  13.ª ed. Madrid: Editorial Médica Panamericana;  2003.
(36) Artículo de revista en Internet
Autor/es del artículo. Título del artículo. Nombre de la revista [revista en Internet] año [fecha de consulta]; volumen (número): [Extensión/páginas]. Dirección electrónica.
Francés I, Barandiarán M, Marcellán T, Moreno L. Estimulación psicocognoscitiva en las demencias. An Sist Sanit Navar [revista en Internet] 2003 septiembre-diciembre. [acceso 19 de octubre de 2005]; 26(3). Disponible en: http://www.cfnavarra.es/salud/anales/textos/vol26/n3/revis2a.html
(37) Monografía en Internet
Autor/es o Director/Coordinador/Editor. Título [monografía en Internet]. Edición. Lugar de publicación: Editor; año [fecha de consulta]. Dirección electrónica.
Moraga Llop FA. Protocolos diagnósticos y terapéuticos en Dermatología Pediátrica. [monografía en Internet]. Madrid: Asociación Española de Pediatría; 2003 [acceso 19 de diciembre de 2005]. Disponible en: http://www.aeped.es/protocolos/dermatologia/index.htm
Zaetta JM, Mohler ER, Baum R. Indications for percutaneous interventional procedures in the patient with claudication. [Monografía en Internet]. Walthman (MA): UpToDate;  2005 [acceso 30 de enero de 2006]. Disponible en: http://www.uptodate.com/
(38) Sede Web o Página principal de inicio de un sitio Web
Autor/es. Título [sede Web]. Lugar de publicación: Editor; Fecha de publicación [fecha de actualización; fecha de acceso]. Dirección electrónica.
Fisterra.com, Atención Primaria en la Red [sede Web]. La Coruña: Fisterra.com; 1990- [actualizada el 3 de enero de 2006; acceso 12 de enero de 2006]. Disponible en: http://www.fisterra.com
(39) Parte de una página de un sitio o sede Web
Título de la página [sede Web]. Lugar de publicación: Editor; Fecha de publicación [fecha de actualización/revisión; fecha de acceso]. Título de la sección [número de páginas o pantallas].  Dirección electrónica.
Medicina Interna de Galicia [sede Web]. Lugo: Sociedad Gallega de Medicina Interna; 2005 [acceso 19 de diciembre de 2005]. De Pablo Casas M, Pena Río JL. Guía para la prevención de complicaciones infecciosas relacionadas con catéteres intravenosos. Disponible en: https://web.archive.org/web/20120729020553/http://www.meiga.info/guias/Cateteres.asp.
American Medical Association [sede Web]. Chicago: The Association; c1995-2002 [actualizado 5 de diciembre de 2005; acceso 19 de diciembre de 2005]. AMA Office of Group Practice Liaison; [aproximadamente 2 pantallas]. Disponible en: https://web.archive.org/web/20090219143129/http://www.ama-assn.org/ama/pub/category/1736.html.
(40) Base de datos en Internet
Institución/Autor. Título [base de datos en Internet]. Lugar de publicación: Editor; Fecha de creación, [fecha de actualización; fecha de consulta]. Dirección electrónica.
Cuiden [base de datos en Internet]. Granada: Fundación Index [actualizada en abril de 2004; acceso 19 de diciembre de 2005]. Disponible en: https://web.archive.org/web/20110906072945/http://www.doc6.es/index/
PubMed [base de datos en Internet]. Bethesda: National Library of Medicine; 1966- [fecha de acceso 19 de diciembre de 2005]. Disponible en: http://www.ncbi.nlm.nih.gov/PubMed/
(41) Parte de una base de datos en Internet
MeSH Browser [base de datos en Internet]. Bethesda (MD): National Library of Medicine (US); 2002 [acceso 19 de diciembre de 2005]. Meta-analysis; unique ID D015201 [aproximadamente 3 pantallas]. Disponible en: http://www.nlm.nih.gov/mesh/MBrowser.html. Ficheros actualizados semanalmente.
The Cochrane Database, Issue 3, 2004. [base de datos en Internet]. Oxford: Update Software Ltd; 1998-  [fecha de consulta 17 de agosto de 2005]. Cranney A, Welch V, Adachi JD, Guyatt G, Krolicki N, Griffith L, Shea B, Tugwell P, Wells G. Etidronate for treating and preventing postmenopausal osteoporosis (Cochrane Review) [aproximadamente  2 pantallas]. Disponible en: http://www.update-software.com/cochrane/.